# Броды (Брестская область)
Броды (бел. Брады) — деревня в Пружанском районе Брестской области Беларусии. Входит в состав Щерчовского сельсовета.

## География
Деревня находится в северо-западной части Брестской области, на правом берегу реки Левая Лесная, к западу от автодороги Р-98, на расстоянии приблизительно 20 километров (по прямой) к юго-западу от города Пружаны, административного центра района. Абсолютная высота — 151 метр над уровнем моря. Площадь населённого пункта — 0,6176 км².

## История
По состоянию на 1905 год, в Бродах проживало 592 человека. В административном отношении деревня входила в состав Городечнянской волости Пружанского уезда Гродненской губернии.
Согласно Рижскому мирному договору (1921), деревня вошла в состав межвоенной Польши. Входила в состав гмины Хородечно Пружанского повета Полесского воеводства. В 1921 году числилось 283 жителя, проживавших в 53 домах. В этническом составе населения того периода белорусы составляли 68,2 %, поляки — 21,2 %, русины — 10,6 %. В конфессиональном составе населения преобладали православные христиане (98,2 %) и католики (1,8 %).
С 1939 года в БССР. С 1940 по 1962 годы являлась центром Бродского сельсовета. С 1962 года в составе Щерчовского сельсовета.

## Население
По данным переписи 2019 года, в деревне проживало 80 человек.
| Год  | Население, человек |
| ---- | ------------------ |
| 1905 | 592                |
| 1921 | ↘ 283              |
| 2009 | ↘ 154              |
| 2019 | ↘ 80               |